# Villa di Lucullo
La villa di Lucullo a Roma si trovava più o meno sull'attuale Pincio, a sinistra di Trinità dei Monti, e faceva parte della VII regio augustea.

## L'edificio
La posizione del complesso ci è stata tramandata con precisione da Frontino: la villa sorgeva nel punto dove l'Aqua Virgo usciva dal condotto sotterraneo, per essere incanalata sulle arcate che attraversavano il Campo Marzio.
Del vasto complesso, costruito grazie all'immenso bottino realizzato con la vittoria su Mitridate nel 63 a.C., restano solo pochi resti visibili nei sotterranei del convento del Sacro Cuore; le strutture in opera reticolata e opera mista appartengono alla tarda repubblica. Del complesso esiste anche una mappa di Pirro Ligorio.
In seguito la villa passò di proprietà a Valerio Asiatico, che fu obbligato a uccidersi da Messalina, moglie di Claudio; successivamente la villa entrò nel demanio imperiale e venne collegata con i vicini Horti Sallustiani sul Quirinale. Messalina stessa fu uccisa qui.
Sotto la biblioteca Hertziana si trova una facciata di epoca repubblicana, forse pertinente a un ambiente della villa e composta in opera reticolata piuttosto irregolare, con nicchie coperte da stucchi e pomici. Forse un tempo era prospiciente a un portico. A una seconda fase risale la decorazione della fascia intermedia con mosaici in paste vitree, che rappresentano architetture e statue su basamenti (secondo stile).
Da ultimo, sotto il cortile del Palazzo Mediobanca in piazza di Spagna, a seguito di scavi per la realizzazione di un parcheggio, sono stati ritrovati resti di quelle che dovevano essere le mura di contenimento della Villa, e di una vasca che raccoglieva le acque che, per una ipotesi, ornavano il pendio della villa che scendeva verso l'attuale piazza. 

## Glihorti
L'edificio e gli horti luculliani occupavano le pendici della collina con una serie di terrazze, collegate da scalinate monumentali. La terrazza più alta si raggiungeva con una scalea trasversale a due rampe ed era decorata da una grande esedra, sormontata da un edificio circolare simile a un tempietto, proprio dove oggi si trova il belvedere di villa Medici. Le somiglianze col santuario della Fortuna Primigenia a Palestrina confermano una datazione del complesso all'epoca repubblicana.

### Nei secoli successivi
In epoca medievale edifici rustici e civili furono costruiti sopra i giardini del Pincio, di pertinenza del convento della Ss.Trinità dei Monti (tenuto dai frati minimi e, dalla metà del XIX secolo, dalle suore del Sacro Cuore): i frati minimi nel XVI secolo subentrarono, ai proprietari del terreno a destra di Trinità dei Monti (famiglie Orsini e Mattei), nel possesso di un palazzetto con torre, cui aggiunsero un casino ad un piano, denominato "la Vignola". I conventuali affittarono il complesso edilizio a monsignor Poggi, poi ad un cardinale Ludovisi e, dal 1634, al cardinale Cosimo De Torres.

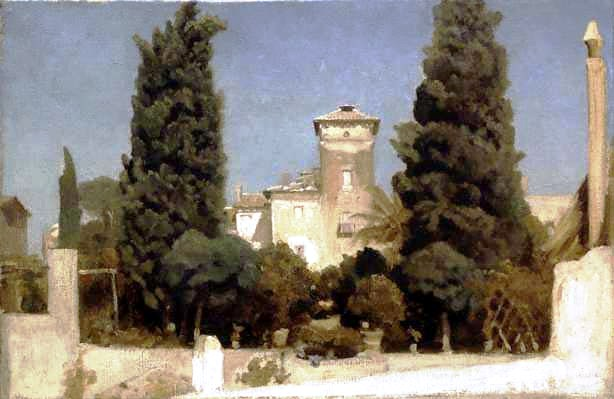
Villa Malta a Roma (The Villa Malta, Rome) dipinto di Frederic Leighton

Quando Maria Casimira di Polonia lo unì con un ponte ligneo al Palazzetto Zuccari, nel quale visse, tutti gli edifici barocchi che insistevano sugli orti sallustiani erano tra loro collegati: il ponte, detto Arco della Regina, fu però smantellato nel 1799. 
In ragione dell'affitto, nella prima metà del Settecento, al Balì de Breteuil, rappresentante dell'Ordine di Malta a Roma, l'edificio fu chiamato Villa Malta: così era noto quando, nei decenni successivi, ospitò il Circolo Artistico Tedesco (incluso Goethe, Giovanni Goffredo Herder, Wilhelm von Humboldt, ambasciatore a Roma del re di Prussia) e, nel 1827, re Luigi I di Baviera. Nel 1878 la villa fu acquistata dal principe russo Alessio Bobrinski, che adornò i giardini con rose, cosicché l'edificio fu chiamato anche Villa delle Rose. 
Dopo la seconda Guerra Mondiale la villa fu acquistata dai Gesuiti che vi insediarono la redazione della rivista "La Civiltà Cattolica".
Quattro Vedute di Roma da Villa Malta sul Pincio furono dipinte su tempera da Johann Christian Reinhart (1831-1835).